# Relaciones Ecuador-Ucrania
Las relaciones Ecuador-Ucrania se refiere a las relaciones diplomáticas y bilaterales que existen entre la República del Ecuador y Ucrania. Ambos países son miembros plenos de la ONU

## Historia
La República del Ecuador reconoció la independencia de Ucrania el 2 de enero de 1992 y las relaciones diplomáticas comenzaron el 27 de abril de 1993.
En octubre de 1997, el embajador del Ecuador en Austria, P. Palacios-Cevallos, presentó sus cartas credenciales como el primer Embajador a tiempo parcial del Ecuador en Ucrania.
En agosto de 1999 se inició la actividad del Consulado Honorario de Ucrania en Quito (Ecuador). El empresario ecuatoriano A. Griffin-Barros es el cónsul honorario.
En diciembre de 2011 se iniciaron las actividades del Consulado Honorario de Ucrania en Guayaquil (Ecuador). El empresario ecuatoriano F. Lasso de la Torre es el cónsul honorario.
Desde octubre de 2000, el Cónsul Honorario del Ecuador en Ucrania es el director de la ONG "Consejo de Cooperación Económica Ucrania-América Latina" Yu.G.
En noviembre de 2005 se celebraron en Quito consultas políticas entre Ucrania y Ecuador a nivel de viceministros de Asuntos Exteriores.
El 24 de septiembre de 2019, el ministro de Relaciones Exteriores de Ucrania, V. V. Prystayk, se reunió con el ministro de Relaciones Exteriores de Ecuador, H. Valencia, en la sesión de la Asamblea General de la ONU en Nueva York, durante la cual se firmó el Acuerdo entre el Gabinete de Ministros de Ucrania. y el Gobierno de la República del Ecuador sobre cancelación mutua de visas se firmaron requerimientos El acuerdo entró en vigor el 2 de abril de 2020.
El 14 de junio de 2022, el presidente de Ucrania, Volodímir Zelenski, mantuvo una conversación telefónica con el presidente de Ecuador, H. Lasso (el primer contacto entre jefes de Estado en la historia de las relaciones entre Ucrania y Ecuador).
El 30 de octubre de 2007, el Congreso Nacional del Ecuador reconoció el Holodomor en Ucrania de 1932-1933 como un acto de genocidio del pueblo ucraniano (resolución N.º 28-102 del 30 de octubre de 2007).
El 24 de febrero de 2022, el presidente de Ecuador, Guillermo Lasso, condenó la decisión de Rusia de lanzar operaciones militares contra Ucrania, señalando que se trata de una violación de la soberanía e integridad territorial de Ucrania, los principios de la Carta de la ONU.
El 2 de marzo de 2022, Ecuador apoyó la resolución de la Asamblea General de la ONU “Agresión contra Ucrania”.
Ecuador votó "a favor" de las resoluciones de la Asamblea General de la ONU "Consecuencias humanitarias de la agresión contra Ucrania" del 24 de marzo de 2022 y "Suspensión de la membresía de la Federación de Rusia en el Consejo de Derechos Humanos de la ONU" del 7 de abril de 2022.
El 21 de abril de 2022, Ecuador apoyó la decisión de dar por terminada la condición de observador permanente de la Federación de Rusia en la OEA, el 27 de abril de 2022, la decisión de dar por terminada la membresía de la  Federación de Rusia en la Organización Mundial del Turismo, y el 26 de mayo de 2022, la resolución de la Asamblea de la Organización Mundial de la Salud "Emergencia es la situación en el ámbito de la atención de salud en Ucrania y los países que reciben y acogen a refugiados, que surgió como resultado de la agresión de la Federación de Rusia".

## Visitas de alto nivel
En mayo de 2004, el ministro de Relaciones Exteriores de la República del Ecuador Patricio Zuquilanda realizó su primera visita oficial a Ucrania.

## Comercio
En el 2021, Ecuador exportó $ 999.79 millones a Rusia, de los cuales $ 698.86 millones se concentraron en el banano. Por otra parte, Ecuador exportó a Ucrania $ 124.32 millones, siendo el banano el producto que encabeza con $ 79.46 millones (Banco Central del Ecuador, 2022). En total se enviaron $ 778 millones, al combinar los flujos de ambos países representa un 22 % del total de banano exportado en el 2021. En el caso del banano, Ecuador destina entre el 20 % y el 23 % a Rusia de todo lo que se embarca semanalmente, posicionándolo como valioso importador de la fruta. De modo similar, Ucrania importa el 56 % de toda la carga dirigida a esa zona europea, de todo el banano importado por Ucrania el procedente de Ecuador cubre el 57 % del total.

## Misiones diplomáticas residentes
- Ecuador tiene un consulado honorario en Kiev
- Ucrania tiene consulados en Quito y Guayaquil, concurrente de la embajada en Lima, Perú.